# オペラシオン・プエルト
オペラシオン・プエルト（Operación Puerto　西：“峠”作戦）とは、2006年にスペイン国家警察が行ったドーピング摘発作戦のコードネームである。この事件は2006年のツール・ド・フランス直前に勃発し、ロードレース界に多大な影響を与えた。

## 2006年中の事件の経過
2006年5月23日、スペイン人の医師エウフェミアノ・フエンテスを始めとする数名が国家警察に拘束された。容疑はドーピングである。報道によれば、フエンテスらはスポーツ選手の血液を事前に採取しておいて競技直前に選手の身体に戻す、いわゆる血液ドーピングを行っていたとされ、フエンテス医師のアパートから200個ほどのサンプルが発見された。そして、この医師と関係があったとされたロードレースの選手の名前が50以上も公表された(押収された試験管、資料には選手の名前ではなくコードネームが書かれていた)。
この結果、ツール・ド・フランスの主催者はこれらの選手の出場を拒否。ヤン・ウルリッヒやイヴァン・バッソら優勝候補が出場出来なくなるという事態となった。事件の捜査はその後進捗が鈍り、事態は更に混迷の度を深めていった。時間経過とともに、捜査態勢のずさんさや、そうした情報に左右される競技団体の場当たり的な姿勢を批判する見解も現われた。また国家警察が名前を公表した選手たちについても、容疑を固めるには証拠が不足していることから、30人前後が競技に復帰した。一方でヤン・ウルリッヒは現役引退に追い込まれた。

## 2007年中の事件の経過
このまま事件はうやむやのうちに収束するかと思われた2007年4月、ボンの検察が「フエンテスの事務所から発見された血液はDNA検査の結果ウルリッヒのものであることが確認された」と発表。これに対しウルリッヒの弁護士は「検査結果は捏造されたものである」との声明を発表して徹底的に争う姿勢を示した（後に2012年になってウルリッヒはフエンテスとの関係を認めている）。
一方でスペイン当局はオペラシオン・プエルトで捜査対象となった行為がスペイン国内の反ドーピング法施行以前のものであったことから、立件を断念すると表明。
これに対しツール・ド・フランスを主催するASOのクリスティアン・プリュドムはウルリッヒの件を受けて4月21日、7月7日のツール・ド・フランス開幕までにDNA検査で無実を証明しなかった選手は、ツール・ド・フランスには参加させないと宣言した。続いてイタリア検察もスペイン当局からイヴァン・バッソのものとされた血液バッグを引き取り、イタリアのオリンピック委員会とともにバッソのDNA検査を行うと発表。
この発表を受けたバッソは遂に5月7日に自らドーピングに関与したことを認め、調査に全面的に協力することを表明。バッソは2年間の出場停止処分となった。こうしてチャンピオン級の選手であるバッソが関与を認め、更には関与していた組織があることを暗に認めたことで事件は新たな局面を迎えた。6月19日にUCIはUCIプロチーム所属の選手に対し「ドーピングが発覚した場合は2年間の出場停止処分と2007年の収入分の罰金を受け入れる」「オペラシオン・プエルトの捜査の為に自分のDNA情報をいつでも提供する」「その他UCIの指示に全て従う」という誓約書を要求し、これに署名しない場合はツール・ド・フランスへの出場を認めないと発表した。

## 問題点
一連の動きの中で、前述の捜査態勢のずさんさや競技団体、チームの場当たり的な対応（例えば国際自転車競技連合（UCI）がスペインから受け取った書類（各国の自転車連盟に送ったもの）はスペインの捜査官が改竄したものだった事が後になってから判明した）、そして検体の検査体制の曖昧さ、UCIによる選手の権利や利益の軽視を指摘する意見もあった。検体の検査や取り扱いに選手側の権利の代表者は全く関与出来ていない為、どこかで検体に薬物を追加されたり、あるいは検査結果を改竄されたとしても、選手側には全く対抗手段が存在せず、選手は疑惑をかけられただけでチームを解雇されたりレース出場を差し止められたりするなど、選手としてのキャリアに直接影響する損害を被っており、しかもこうした損害は全く補償されない。
このような面に対してはファンからも「一方的なやり方で選手のキャリアを踏みにじっている」といった疑問の声が上がり、2006年ツール・ド・フランス優勝のフロイド・ランディスのドーピング疑惑（後に自らドーピングを告白）と併せて、ツール・ド・フランスに他国の有力選手を出場させない為の陰謀なのではないかという根拠の無い憶測も広まった。
その他、首謀者の一人とされているフエンテス医師の下でドーピングを受けたのは自転車選手だけではなく、サッカーなど他の競技のプロ選手も多数含まれていたとする報道も行われているが、これら他の競技の選手に対してスペインの司法当局が捜査を行った形跡はないことから、今回の作戦を「自転車競技を一方的に貶めようとするものである」として反発する声もある。
現在もスペイン当局の管理下に置かれているため、残りのサンプルがどの競技の誰のものであるかは不明のままとなっている。
その後､2013年2月､スペインの裁判所はこの事件の裁判で､フエンテス医師に懲役1年(スペインは初犯で2年未満の懲役は実際は執行猶予となり服役しない)と押収した血液バッグ等の破棄を命じる判決を下した。

## 人物

### 事件の中核となる人物
- エウフェミアノ・フエンテス：主犯とされるスポーツドクター
- マノロ・サイス（英語版）：リバティ・セグロス（旧オンセ）の監督
- ホセ・ルイス・メリノ：マドリッド・クリニックの医師

### 関与した、又は関与が疑われている選手
以下の名前には、自ら関与を告白した者、様々な証拠により関与がほぼ間違いないとされる者から、現在でも関与を強く否定している者、不十分な証拠から疑惑の目を向けられている者まで、様々な名が混在しているので注意が必要である。
- ヤン・ウルリッヒ
- イヴァン・バッソ
- フランシスコ・マンセボ
- オスカル・セビーリャ
- マリオ・チポリーニ
- セルジオ・パウリーニョ
- アルベルト・コンタドール
- ヨセバ・ベロキ
- イシドロ・ノサル
- アラン・デイヴィス
- ダビ・エチェバリア
- ウナイ・オサ
- ミケーレ・スカルポーニ
- マルコス・セラノ
- アンヘル・ビシオソ
- コンスタンティノ・サバリャ
- ビセンテ・バイェステル
- ダビ・ベルナベウ
- ダビ・ブランコ
- ホセ・ボニヤ
- フアン・ゴミス
- エラディオ・ヒメネス
- ダビ・ラタサ
- ハビエル・パスクワル・ロドリゲス
- ルーベン・プラサ
- カルロス・ガルシア
- ホセ・エンリケ・グティエレス
- ホセ・イグナシオ・グティエレス
- アンヘル・カセロ
- ロベルト・エラス
- タイラー・ハミルトン
- アレハンドロ・バルベルデ

### 巻き込まれた選手
- アレクサンドル・ヴィノクロフ　（本人ではなく、所属チームの監督が主犯として逮捕され、ツール・ド・フランスに出場出来なかった）

### 巻き込まれた又は関与したその他の人
- ビャルヌ・リース：CSC監督